# Калузька операція
Калузька операція — наступальна операція, проведена 10-ю, 49-ю та 50-ю арміями Західного фронту — мали в складі до 140 танків — протягом 17 грудня 1941 року — 5 січня 1942 року.

## Передумови
Є частиною Московської наступальної операції, проводилася з метою розбити сили 2-ї танкової та 4-ї армії групи армій «Центр» — разом до 300 танків — та розвинути наступ на міста Калуга, Ліхвін, Сухиничі. Почалася після завершення 16 грудня Тульської наступальної операції.
Внаслідок проведення операції радянські війська нанесли поразку нацистським силам та просунулися на захід до 120—130 кілометрів.

## Хід операції
14 грудня північніше Тули почала наступ 49-та армія генерала Захаркіна.
49-та армія розбила угрупування правофлангових з'єднань 4-ї німецької армії на східному березі Оки та 17 грудня зайняли Алексин.
В результаті радянського наступу під Тулою в рядах 2-ї танкової армії Гудеріана виникають розриви, основні сили відходять на Орел, лівофланговий 53-й армійський корпус йде в західному напрямі, в результаті станом на 17 грудня розрив між ними сягав до 30 кілометрів. Нацистське командування намагалося затримати радянський наступ на укріплених лініях та пунктах — річка Ока, райони Високиничі та Детчино, укріплений рубіж Кондрово — Полотняний Завод, Калуга, Козельськ, Бельов, західніше цієї лінії були підготовані до оборони підступи до Медині, Мятлево, Юхнова, дальні лінії — перед Мосальськом, Мещовськом, Сухінічами.
18 грудня радянські війська в іншому місці подолали Оку та зав'язали бої на околицях Таруси. Після невдалої спроби зайняти Тарусу атакою в лоб, частини 49-ї армії здійснюють обхідний маневр, нічною атакою з тилу знищили німецький гарнізон та 19 грудня зайняли місто. Того ж дня після жорстких боїв частини 290-ї стрілецької дивізії захопили Ханіно та рушили до південно-східних околиць Калуги, але біля Ліхвіна були атаковані та перейшли до оборони. 1-й гвардійський кавкорпус після бою оволодів Крапивнею та Архангельським.
Наказом командуючого Західного фронту Жукова в складі 50-ї армії І. В. Болдіна створюється мобільна група під керівництвом генерала В. С. Попова. 112-та, 154-та стрілецька, 31-ша кавалерійська дивізія, дві мінометні батареї, вогнеметна рота, Тульський робітничий полк, окремий танковий батальйон та інші частини, не вступаючи в бої, йшли по маршруту Воскресенське — Дубна — Ханіно. Згодом від Ханіно рушили на Калугу. Пройшовши за 3 доби 90 кілометрів, увечері 20 грудня приховано підійшла з півдня до Калуги.
Вранці 21 грудня мобільна група захоплює міст через Оку, частини 137-ї піхотної та 20-ї танкової дивізій зав'язали вуличні бої з нацистськими силами, 154-та піхотна дивізія атакувала калузький залізничний вокзал. 258-ма стрілецька дивізія 50-ї армії забезпечувала маневр мобільної групи, біля Макарова, Познякова, Титова та Столбова зав'язала бої з 31-ю німецькою піхотною дивізією; до вечора зайняла Меньшиково і Столбово, продовживши наступ, біля Грязново зустріла сильний опір.

Радянські бійці в часі зимового наступу

До Калуги перекидається німецьке підкріплення — частини 20-ї танкової дивізії; радянська група в місті опинилася в оточенні, у ході боїв 21—22 грудня було вбито до 500 нацистських солдатів.
1-й гвардійський кавалерійський корпус виходить південніше Калуги до Одоєва. По цьому німецькі частини, що вели бої на лінії Калуга — Тула, опинилися в оточенні з півдня. 22 грудня 2 загони кавкорпусу, рухаючись берегом річки Упа, займають Одоєв.
23 грудня кавалерійський корпус вийшов в район Ільїно, Калінтєєво, Мезенцево де й вів бої.
Протягом 23—24 грудня у боях в Калузі мобільний радянський загін позбавив життя до 2000 німецьких солдатів.
До 24 грудня корпус Бєлова виходить до річки Оки південніше Ліхвіна, охопивши з півдня німецькі частини, котрі билися на дорозі Калуга — Тула.
В боях 24—25 грудня радянські війська зайняли Перемишль; 290-та стрілецька дивізія вела бої в передмісті Калуги Пушкіно.
26 грудня 258-ма стрілецька дивізія, зламавши опір 31-ї німецької піхотної дивізії, вийшла під Калугою в район Желибіно — Анненки.
27 грудня стрілецькі частини в боях починають охоплювати Калугу з північного сходу, а один полк вів бої за Туриніно (зараз мікрорайон Калуги).
30 грудня радянськими формуваннями була зайнята Калуга — мобільна група вранці пішла в чергову атаку та зайняла північно-східну і північну частини міста та підступи через Оку, біля полудня нацистські сили відступили.
Протягом 1—6 січня 1942 року частини 49-ї та 50-ї армій і 1-го гвардійського кавалерійського корпусу вели бої з німецькою 4-ю армією, що зосереджувалася на ділянці Юхнов — Кондрово.
До 6 січня з'єднання 50-ї армії вели безрезультатні спроби зайняти Тихонову Пустинь. Лівофлангові з'єднання армії пробилися на 15—25 кілометрів у напрямку Юхнова та були 6 січня зупинені німецькою танковою дивізією, котра була туди перекинута.
49-та армія в перших днях січня вела бої східніше від залізниці Калуга — Малоярославець та вийшла на рубіж Алешково — Детчино, котрий зайняла 9 січня. Війська фронту до 6 січня вийшли на лінію Лобаново — Плетеньовка — Зубово — Сухінічі

## Наслідки операції та втрати
З'єднання лівого крила Західного фронту просунулися на захід до 120—130 кілометрів та звільнили сотні населених пунктів від нацистів, зокрема, Бельов, Калуга, Козельськ, Ліхвін, Одоєв.
Радянські війська в ході операції вбили близько 5000 німецьких солдатів та офіцерів, захопили 300 вагонів, 280 грузових автівок, 70 мотоциклів, 39 гармат, 38 паровиків, 25 танків.